# Dyneema

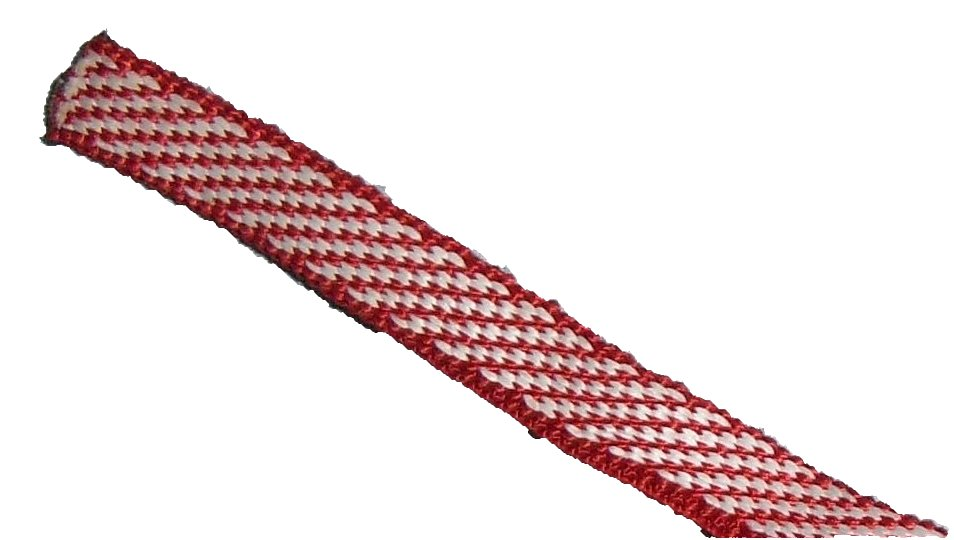
Odcinek taśmy z dyneemy

Dyneema – handlowa nazwa polietylenu o ultradużej masie cząsteczkowej (UHMWPE z ang. ultra high molecular weight polyethylene). Jest to materiał używany m.in. do produkcji pętli wspinaczkowych, repsznurów, kamizelek kuloodpornych oraz elementów endoprotez.
Charakteryzuje się niezwykle wysokim stosunkiem wytrzymałości włókien do ich masy, dużą odpornością na ścieranie i niską absorpcją wilgoci. Należy uważać w przypadku kontaktu z chemikaliami, gdyż kwasy utleniające powodują rozkład chemiczny, który prowadzi do znacznego osłabienia materiału (często zmiany te nie są widoczne gołym okiem).
Taśmy i repsznury wykonane z dyneemy są znacznie mniej rozciągliwe od swoich odpowiedników wykonanych z większości innych włókien (a w szczególności – nylonu). Cecha ta, w połączeniu z wyjątkowo niskim stosunkiem masy włókna do jego wytrzymałości, sprawia, że pętle z dyneemy są często używane do przedłużania cięgieł różnych odmian friendów, oraz jako cięgła do kostek biernych.
Wadą dyneemy jest niska temperatura topnienia (144–152 °C), a co za tym idzie – łatwość uszkodzenia włókien w wyniku tarcia (np. o linę). Należy zwracać szczególną uwagę, aby podczas zjazdów lub ściągania liny nie ocierać liną o wykonane z dyneemy elementy stanowisk lub przelotów.